# Skarvaskjeret (Kvinnherad)
Ne doit pas être confondu avec Skarvaskjeret, Skarvaskjeret (Fitjar) ou Skarvaskjeret (Fusa).
Skarvaskjeret  est une île dans le landskap Sunnhordland du comté de Vestland. Elle appartient administrativement à Kvinnherad.

## Géographie
Rocheuse et désertique, à fleur d'eau, elle s'étend sur environ 48 m de longueur pour une largeur approximative de 26 m. 